# 劉澤芳
劉澤芳（?—?），字德馨，順天府宛平縣（今屬北京市）人。清初翰林。

## 生平
順治二年（1645年），劉澤芳舉乙酉科順天鄉試，順治三年（1646年）聯捷丙戌科三甲進士。選弘文院庶吉士，散館授翰林院檢討，官至盐运司同知。